# Георгі Міланов
Георгі Міланов (болг. Georgi Milanov, нар. 19 лютого 1992, Левські) — болгарський футболіст, півзахисник угорського клубу «МОЛ Віді» і національної збірної Болгарії.
Чемпіон Болгарії. Чемпіон Росії. 

## Клубна кар'єра
Народився 19 лютого 1992 року в місті Левські. Вихованець футбольної школи клубу «Літекс». Дорослу футбольну кар'єру розпочав 2009 року в основній команді того ж клубу, в якій провів чотири сезони, взявши участь у 106 матчах чемпіонату. За цей час у сезоні 2009/10 виборов титул чемпіона Болгарії.
Влітку 2013 року уклав п'ятирічний контракт з московським ЦСКА, у складі якого у першому ж сезоні 2013/14 став чемпіоном Росії. Відпрацював у Москві всі п'ять років свого контракту, першу половину 2016 року також грав у Швейцарії за  «Грассгоппер» на правах оренди.
3 вересня 2018 року перейшов до діючого чемпіона Угорщини «МОЛ Віді».

## Виступи за збірні
Протягом 2010–2015 років залучався до складу молодіжної збірної Болгарії. На молодіжному рівні зіграв у 10 офіційних матчах, забив 2 голи.
2011 року дебютував в офіційних матчах у складі національної збірної Болгарії.

## Титули і досягнення

### Командні
- Чемпіон Болгарії (2):

«Літекс»: 2009-10, 2010-11
- Володар Кубка Болгарії (1):

«Левскі»: 2021-22
- Володар Суперкубка Болгарії (1):

«Літекс»: 2010
- Чемпіон Росії (2):

ЦСКА (Москва): 2013-14, 2015-16
- Володар Суперкубка Росії (2):

ЦСКА (Москва): 2013, 2014
- Володар Кубка Угорщини (1):

МОЛ Віді: 2018-19

### Особисті
- Футболіст року в Болгарії (1): 2012